# Léonce de Grandmaison
Léonce de Grandmaison (Le Mans, 31 dicembre 1868 – Parigi, 15 giugno 1927) è stato un teologo e presbitero francese.

## Biografia
Léonce de Grandmaison nacque da una famiglia cattolica. Nel 1886 entrò nel noviziato dei gesuiti a Slough, in Inghilterra. Nel 1888 pronunciò i voti solenni. Fu poi mandato a Jersey a studiare filosofia e tra il 1883 e il 1885 svolse un tirocinio di insegnamento a Le Mans. Tornato a Jersey, studiò teologia e nel 1898 fu ordinato sacerdote. L'anno successivo fu incaricato di insegnare teologia fondamentale ai suoi confratelli e fu inviato prima allo studentato Fourviere a Lione, poi a Canterbury e infine a Ore Place vicino ad Hastings. 
Nel 1908 fu nominato direttore della rivista Études. Nel 1910 fondò insieme a Jules Lebreton il periodico Recherches des science religieuse, un supplemento di Etudes. Granmaison fu uno scrittore prolifico, con una forte venatura apologetica. Impegnato contro il modernismo, si dedicò ad approfondire la figura di Gesù sotto il profilo della sua persona, dei suoi insegnamenti e delle prove della sua storicità.
La sua opera principale Jésus-Christ fu pubblicata postuma dall'amico Lebreton.

## Opere principali
- Impressions de guerre de prêtres soldats, recueillies par Léonce de Grandmaison, Plon, 1917.
- La Crise de la foi chez les jeunes, Beauchesne, 1927.
- Jésus-Christ : sa personne, son message, ses preuves, 2 tomes, Beauchesne, 1928.
- La Religion personnelle, Paris, J. Gabalda et fils, (1913, publié en articles dans "Les Etudes" puis en un volume)
- Écrits spirituels, édité par Madeleine Daniélou, Beauchesne : t.I. (1933), tII. (1934), t.III. (1935).
- La Théosophie et l'Anthroposophie, par Léonce de Grandmaison et Joseph de Tonquédec, Beauchesne, 1938.
- La Vie intérieure de l'apôtre, édité par Madeleine Daniélou, Beauchesne, 1956.

### Articoli
- (FR) Théologiens scolastiques et théologiens critiques, in Études, gennaio 1898,  pp. 24-44.
- (FR) L'élasticité des formules de foi. Ses causes et ses limites, in Études, 5 e 20 agosto 1898.
- (FR) La religion de l'égoïsme. Étude sur Frédéric Nietzsche, in Études, vol. 81, 1899,  pp. 793-817.
- (FR) De la psychologie des religions, in Études, vol. 84, 1900, terza parte.
- (FR) Le Christ de M. Harnack, in Études, vol. 90, 1902,  pp. 737-762.
- (FR) Pie X, pape., in Études, 5 novembre 1903.
- (FR) L'Évangile et l'Église, article consacré à Alfred Loisy, in Études, vol. 94, 1903,  pp. 145-174.
- (FR) La religion de l'esprit, article consacré à Auguste Sabatier, in Études, vol. 100, 1904,  pp. 5-23 e 164-183.
- (FR) Qu'est-ce qu'un dogme?, in Bulletin de littérature ecclésiastique, 1905,  pp. 187-221.
- (FR) John Henry Newman considéré comme maître, in Études, 20 dicembre 1906 e 5 gennaio 1907.
- (FR) L'élément mystique dans la religion, in Recherches de science religieuse, I, 1910,  pp. 180-208.
- (FR) L'Évangile selon saint Marc, article consacré au père Marie-Joseph Lagrange, in Études, vol. 127, 1911,  pp. 267-273.
- (FR) Les hautes études religieuses, in La Vie catholique dans la France contemporaine, Bloud & Gay, 1918,  pp. 243-304.
- (FR) Moehler et l’École catholique de Tubingue, in Recherches de science religieuse, IX, 1919,  pp. 387-409.
- (FR) Les Exercices de saint Ignace, in Recherches de science religieuse, X, 1920,  pp. 391-408.
- (FR) Un homme d'aujourd'hui. Le Père Charles de Foucauld, in Études, 20 novembre 1921,  pp. 408-432.
- (FR) La semaine d'ethnologie religieuse à Tilbourg (6-15 septembre 1922), in Études, 5 ottobre 1922,  pp. 29-41.
- (FR) L'Évangile selon saint Luc, in Études, vol. 172, 1922,  pp. 747-748.
- (FR) L'étude comparée des religions, in Recherches de science religieuse, XII,  pp. 383-397.
- (FR) Le Sâdhou Sundar Singh [archive] et le problème de la sainteté hors de l'église catholique, in Recherches de science religieuse, vol. 13, 1922,  pp. 1-29.
- (FR) Les Mystères païens et le Mystère chrétien, in Études, vol. 73, 1922,  p. 515ss.
- (FR) L'Évangile selon saint Matthieu, in Études, vol. 175, 1923,  pp. 497-499.
- (FR) Le Christ de l'histoire dans l'œuvre de saint Paul, in Recherches de science religieuse, 1923,  pp. 481-490.
- (FR) Le style oral. En marge d'un mémoire de psychologie linguistique, article consacré à Marcel Jousse, in Études, 20 giugno 1925,  pp. 685-705.
- (FR) L'Évangile selon saint Jean, in Études, vol. 186, 1926,  pp. 641-663.
- (FR) Les dieux morts et ressuscités, in Recherches de science religieuse, aprile 1927,  pp. 97-126.
- (FR) L'odyssée spirituelle d'un moderniste. Du christianisme au judaïsme, article consacré à Aimé Pallière, in Études, 20 marzo 1927,  pp. 641-660.